# Rosen blühen auf dem Heidegrab (1929)
Rosen blühen auf dem Heidegrab – Das Lied vom Vaterland ist ein deutscher Historien-Stummfilm des Regisseurs Curt Blachnitzky aus dem Jahr 1929.

## Hintergrund
Das Drehbuch des Films folgt einer Novelle von Fritz Mischke. Produktions- und Verleihfirma war die Trianon-Film GmbH Berlin. Gedreht wurde durch das Atelier Jofa im September und Oktober 1929 in der Lüneburger Heide. Die ersten Aufführungen waren am 10. Dezember 1929 in Dresden und am 25. Dezember 1929 im Berliner Roxy-Palast. Die Originalfassung hatte 6 Akte und eine Länge von 2203 Metern. Die Zensur erkannte den Film nicht als künstlerisch oder volksbildend.
Der gleichnamige Spielfilm aus dem Jahr 1952 hat mit diesem Werk nichts zu tun. Er hat – obwohl auch in diesem Film eine Vergewaltigung vorkommt – eine völlig andere Handlung.

## Handlung
Die Handlung spielt zur Franzosenzeit 1806 in einem kleinen Heidedorf. Im Haus des Bauern Joachim Schlaeger ist ein französischer Korporal untergebracht, der ständig betrunken ist und schließlich die Frau Schlaegers vergewaltigt. Rasend vor Wut schlägt der Ehemann den Korporal bewusstlos und flieht. Er wird gefasst und von einem Militärgericht zum Tode verurteilt.

## Kritiken
Die Film-Kritiken fielen durchgehend negativ aus:

„Der sonst durchaus national und vaterländisch gehaltene Bildstreifen zeigt eine Unwahrscheinlichkeit in der Gestalt des französischen Kommandeurs, der von Liebe, Güte und Mitmenschlichkeit geradezu trieft. Ferner kann man sich zum Schluß leider nicht enthalten, einen Hinweis auf Völkerversöhnung zu geben, der hier gewiß nicht am Platze ist.“

„... unter dem verlockenden Titel verbirgt sich ein nationalistischer Rummel; seine Ausführung steht jenseits der Diskussion.“